# Psectrocladius schlienzi
Psectrocladius schlienzi är en tvåvingeart som beskrevs av Wulker 1956. Psectrocladius schlienzi ingår i släktet Psectrocladius och familjen fjädermyggor. Arten är reproducerande i Sverige. Inga underarter finns listade i Catalogue of Life.